# Anto Lozuk
Anto Lozuk SJ (Kovačevci na Plehanu, Bosna i Hercegovina, 3. svibnja 1949. - Zagreb, 20. svibnja 2021.), hrvatski katolički svećenik, isusovac, voditelj crkvenih zborova.  

## Životopis
Anto Lozuk je rođen 3. svibnja 1949. u Kovačevcima na Plehanu (Bosna i Hercegovina). Osnovnu školu započeo u rodnom kraju, a nastavio u Slavonskom Brodu (Hrvatska), kamo se odselila njegova obitelj. Otac mu je bio ukrajinskoga podrijetla (grkokatolik), a majka poljskog (u daljnjem je rodu s poznatim skladateljem Krzystofom Pendereckim). Njegovi su ujaci fra Franjo i fra Kazimir Rehlicki, franjevci Bosne Srebrene a teta s. Antonija Rehlicki, školska sestra franjevka Bosansko-hrvatske provincije. 
Poslije osmoljetke god. 1964. postaje sjemeništarac Đakovačke i Srijemske biskupije te završava u Zagrebu prva dva razreda Interdijecezanske srednje vjerske škole za spremanje svećenika (Nadbiskupska klasična gimnazija). Zatim nastavlja u Đakovu, gdje nakon dvogodišnjeg liceja 1968. započinje studij teologije. 
Godine 1970. ulazi u isusovački novicijat u Zagrebu. Poslije novicijata završava studij filozofije i teologije na Filozofsko-teološkom institutu Družbe Isusove. Za svećenika je zaređen 1977. Nakon ređenja postaje odgojitelj sjemeništaraca u Dubrovniku a god. 1980. odlazi na daljnji studij u Rim. Na Papinskom sveučilištu Gregoriana postiže licencijat iz dogmatske teologije (1982.)
Isprva je glazbeni samouk te rado pjeva u zboru kao i solist, budući da je imao lijepi glas (bariton). Taj će svoj talent razviti kasnije studijem glazbe da bi konačno na Papinskom institutu za crkvenu glazbu u Rimu postigao magisterij iz gregorijanskog pjevanja (1986.). Privatno uči i solo-pjevanje. Bio je voditelj crkvenih zborova (Akademskog zbora Bazilike Srca Isusova "Palma" u Zagrebu, Zbor Papinskoga ruskoga kolegija sv. Terezije od Djeteta Isusa u Rimu, magister isusovačkih novaka u Splitu (2000. – 2006.), rektor Papinskoga ruskoga kolegija sv. Terezije od Djeteta Isusa (2013. – 2017.).

## Djelovanje
Po povratku u domovinu (1986.) p. Lozuk kao organizator i duhovnik mnogo pridonosi novom ustrojstvu mješovitog Akademskog zbora Bazilike Srca Isusova „Palma“ u Zagrebu te njegovoj intenzivnijoj djelatnosti (ne samo liturgijskoj nego i koncertnoj). U isto vrijeme predaje glazbu u Nadbiskupskoj klasičnoj gimnaziji te na Filozofsko-teološkom institutu Družbe Isusove. Po potrebi prati na orguljama i liturgijsko pjevanje u Bazilici. God. 1990. polaže svečane redovničke zavjete. U svojih 14 godina uz zbor „Palma“ uspio je angažirati mlade školovane dirigente, a to su: Ivica Golčić, Ankica Gavran Juričić, Miroslav Salopek, Robert Homen te orguljaši Ljerka Očić, Mario Penzar i Ante Knešaurek. „Palma“ je tada okupljala više od 100 članova, uglavnom studenata, te postala najboljim crkvenim zborom u državi. Osim redovitog pjevanja kod nedjeljnih misa zbor nastupa također izvan bogoslužja pa tako osvaja i prve nagrade na natjecanjima u domovini i inozemstvu (Zagreb, Split, Lavov, Rim).
Godine 2000. p. Lozuk je imenovan superiorom i magistrom isusovačkih novaka u Splitu (do 2006. god.). Nakon toga djeluje opet u Zagrebu (Bazilika Srca Isusova) te u Osijeku u Isusovačkoj klasičnoj gimnaziji. 
Od 2009. do 2017. u Rimu je u Papinskom ruskom kolegiju (Russicum) uz kolegijski zbor: najprije kao pomoćnik voditelja zbora, p. Ludwiga Pichlera, S.J., zatim voditelj zbora Kolegija, pa vice-rektor te konačno rektor Kolegija (2013. – 2017.). 
Po završetku rektorske službe u Russicumu (2017.) postaje superiorom isusovačke kuće u Beogradu i župnikom župe sv. Petra Apostola. Kroz cijeli svećenički život p. Lozuk je cijenjeni voditelj duhovnih vježbi svećenicima, časnim sestrama i laicima.